# Gaia: Alerta Final
Gaia: Alerta Final, é um livro de James Lovelock que trata sobre as mudanças cilmáticas globais durante o século XXI. Lançado em 2009 nos Estados Unidos e em 12 de janeiro de 2010 no Brasil, o livro tem 264 páginas e foi lançado pela editora Intrínseca.